# Sao chổi lớn năm 1680
C/1680 V1, còn được gọi là Sao chổi lớn năm 1680, Sao chổi Kirch và Sao chổi Newton, có sự khác biệt là sao chổi đầu tiên được phát hiện bởi kính viễn vọng.

## Tổng quan
Sao chổi được Gottfried Kirch phát hiện vào ngày 14 tháng 11 năm 1680 (lịch mới), và trở thành một trong những sao chổi sáng nhất của thế kỷ 17 - có thể nhìn thấy ngay cả vào ban ngày - và được ghi nhận vì cái đuôi dài đáng kể. Đến sát Trái Đất với khoảng cách 0,42 AU vào ngày 30 tháng 11 năm 1680, nó bay xung quanh Mặt Trời với điểm gần nhất chỉ cách 0,00262 AU (930.000 km) vào ngày 18 tháng 12 năm 1680, đạt độ sáng tối đa vào ngày 29 tháng 12 khi nó hướng ra phía ngoài Mặt Trời. Sao chổi này được quan sát lần cuối vào ngày 19 tháng 3 năm 1681. Tính đến tháng 6 năm 2017 sao chổi đang ở vị trí cách Mặt Trời 257 AU.

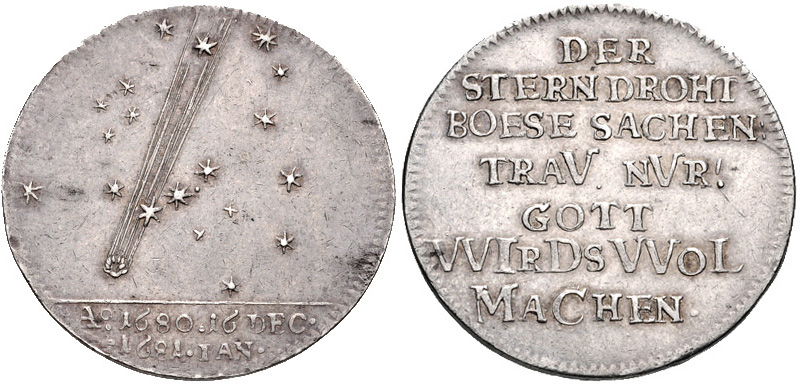
Huy chương kỷ niệm miêu tả sao chổi, Hamburg, 1681

Tuy sao chổi Kirch năm 1680-1681 được phát hiện bởi - và sau đó được đặt tên cho - Gottfried Kirch, ghi công cũng phải được trao cho Eusebio Kino, một linh mục Dòng Tên Tây Ban Nha, người đã vẽ chi tiết đường đi của sao chổi này. Do chuyến đi tới Mexico có khởi hành chậm trễ, Kino bắt đầu quan sát sao chổi này ở Cádiz vào cuối năm 1680. Khi ông đến Mexico City, ông xuất bản cuốn Exposisión [sic] astronómica de el cometa (Thành phố Mexico, 1681) trong đó ông mô tả những gì ông đã quan sát được. Exposisión astronómica của Kino là một trong những nghiên cứu khoa học sớm nhất được xuất bản bởi một người châu Âu tại châu Mỹ mới được khám phá.

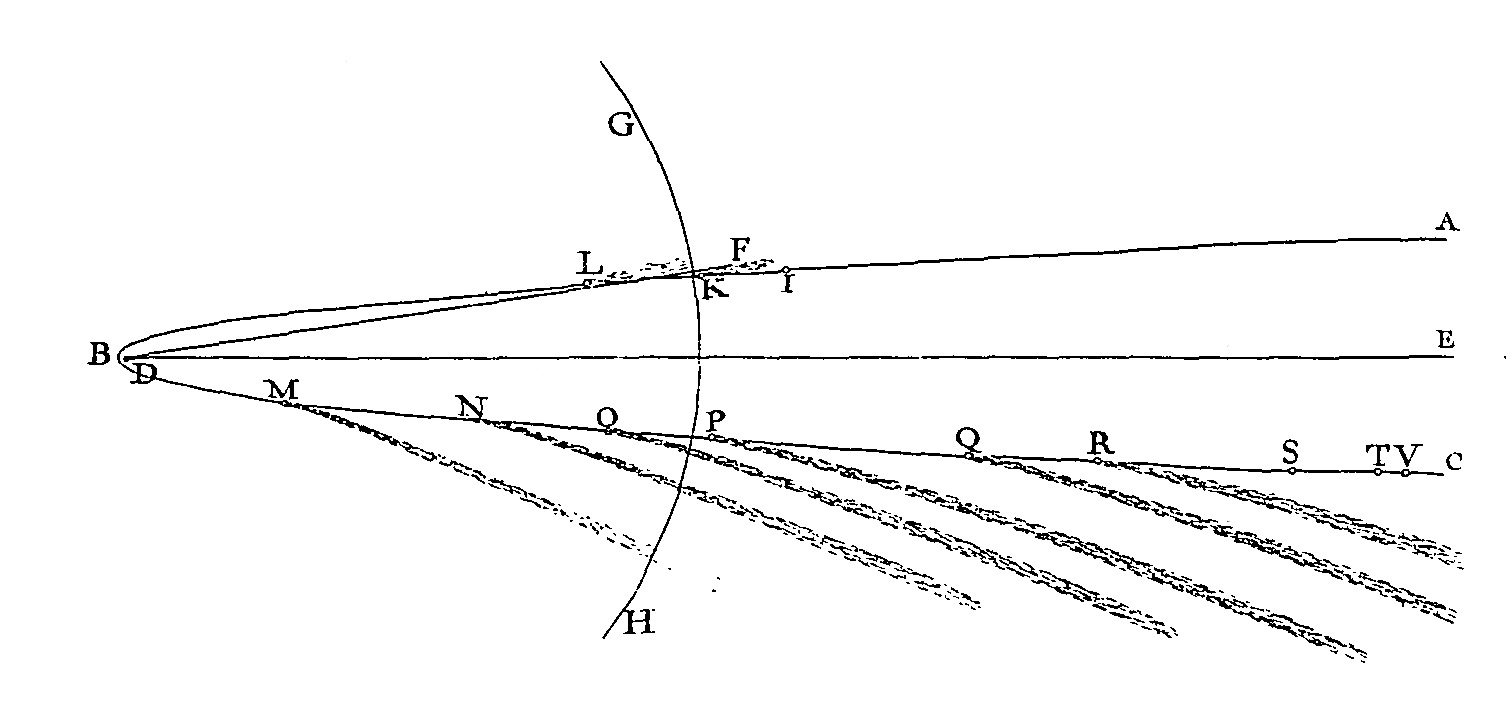
Các quỹ đạo của sao chổi lớn năm 1680, đưa vào một hình parabol, theo minh họa trong sách trong Principia của Isaac Newton

Mặc dù không thể phủ nhận đây là một sao chổi đi rất sát Mặt Trời, nó có lẽ không phải là một phần của họ sao chổi Kreutz. Ngoài sự sáng chói của nó, nó có lẽ được chú ý nhiều nhất khi được Isaac Newton sử dụng để kiểm tra và xác minh các định luật của Kepler. Điều này thật sự mỉa mai khi John Flamsteed là người đầu tiên đề xuất rằng hai sao chổi sáng chói của các năm 1680/1681 là cùng một sao chổi, năm 1680 là khi sao chổi đi về phía Mặt Trời và năm 1681 là khi sao chổi rời xa Mặt Trời, và ban đầu Newton đã tranh cãi về điều này. Tuy nhiên sau đó Newton đã thay đổi quan điểm của mình, và sau đó, với sự giúp đỡ của Edmond Halley, lấy một số dữ liệu của Flamsteed để xác minh hai sao chổi này là một, mà không chịu ghi công lao của Flamsteed.